# Policarbonat
El policarbonat (PC) és un termoplàstic del tipus polièster. És resistent als productes químics, a la calor i a les radiacions ultraviolades, i és conegut per la seva duresa i transparència. Es treballen amb facilitat per injecció de moldejat i per termoforma. Per les seves propietats els policarbonats troben moltes aplicacions. S'utilitza per exemple en indicadors lluminosos i fars d'automòbils, cascos de protecció i seguretat, col·lectors solars, lents òptiques o bases per a pel·lícules fotogràfiques.
Els policarbonats no tenen un sol codi d'identificació de resina (resin identification code) i s'identifiquen com Altres, 7.
El policarbonat més important comercialment està basat en el bisfenol A (BPA-PC) i es ven sota els nom comercials Lexan (GE), de Makrolon (Bayer), Caliber (Dow), Panlite (Teijin), i Iupilon (Mitsubishi), tot i que existeixen molts altres productors i proveïdors.
Els policarbonats BPA tenen temperatures de transició vítria (Tg) en un interval de 140-155oC, i són coneguts per la seva claredat òptica, excepcional resistència a l'impacte i ductilitat a temperatura ambient o per sota d'aquesta. Altres propietats, com ara el mòdul, la resistència dielèctrica i la resistència a la tracció són comparables a altres termoplàstics amorfs a temperatures similars per sota dels seus valors respectius de Tg. No obstant això, mentre els polímers més amorfs són rígids i trencadissos per sota dels seus valors de Tg, els policarbonats es caracteritzen per mantenir la seva ductilitat.
Aquest tipus de polímer es prepara comercialment mitjançant dos processos completament diferents: reacció de Schotten – Baumann del fosgè i un diol aromàtic en una reacció de condensació interfacial catalitzada per amina, o per mitjà de transesterificació d'un bisfenol amb un carbonat monomèric com ara el carbonat de difenil i que és catalitzada per una base. Cada un d'aquests dos processos té els seus avantatges i desavantatges. Molts productes importants també es basen en el policarbonat mesclat amb altres materials, copolímers, resines ramificades, composicions retardants de flama, escumes i altres materials.
Actualment es fabriquen mundialment, per més d'una dotzena d'empreses, per sobre dels dos milions de tones anuals de policarbonat.
El PC és també objecte de la investigació acadèmica, la qual ha augmentat de manera constant durant les últimes dues dècades. Les companyies japoneses porten el nombre de titulars de patents, incloent Teijin Chemicals, Teijin Limited, Sekisui Chemical, Asahi Chemical, Idemitsu Petrochemical, Toray Ind i Mitsubishi Gas Chemical Company. Altres companyies amb llistes significatives de patents inclouen General Electric, Bayer AG, i Dow Chemical.

## Estructura
Els policarbonats reben el seu nom perquè són polímers que contenen grups funcionals carbonats (èster carbonat) (–O–(C=O)–O–). La majoria dels policarbonats amb innterès comercial deriven de monòmers rígids. Un equilibri de característiques útils que inclou la resistència a la temperatura. resistència a l'impacte i les propietats òptiques situen els policarbonats entre els plàstics del comerç i els plàstics d'enginyeria (commodity plastics i engineering plastics).

## Producció
Principalment es produeixen policarbonats per la reacció entre el bisfenol A (BPA) i el fosgen COCl
2. La reacció completa es pot descriure com:
El primer pas de la síntesi implica el tractament del bisfenol A amb hidròxid de sodi, el qual desprotona els grups hidroxil del bisfenol A.
(HOC₆H₄)₂CMe₂ + 2 NaOH → (NaOC₆H₄)₂CMe₂ + 2 H₂O
Amb aquest sistema aproximadament es produeixen cada any 1000 milions de quilos de policarbonat.

## Propietats
El policarbonat és un material durador. Encara que té una alta resistència a l'impacte, en té una de baixa al gratament i, per tant, s'aplica una capa per incrementar la duresa en les lents de contacte i en el policarbonat dels components d'automòbils que va a l'exterior. Les característiques del policarbonat s'assemblen bastant a les del polimetil metacrilat (PMMA, acrylic), però el policarbonat és més fort i es fa servir en un interval de temperatura més ampli, però és més car. Aquest polímer té alta transparència òptica a la llum visible amb millor transmissió que la de molts tipus de vidre, per això es fa servir en alguns tipus d'hivernacles.

### Policarbonat de bisfenol A
Els BPA-PC són solubles en hidrocarburs clorats (per exemple, cloroform, diclorometà, dicloroetà) i dissolvents no halogenats (per exemple, piridina i m-cresol). Són insolubles en aigua, alcohols, i hidrocarburs alifàtics. Els BPA-PC són generalment amorfs i, per tant, transparents quan són processats mitjançant injecció en un motlle, per extrusió en estat fos o quan s'extrau de la solució en làmines o pel·lícules. De totes maneres, poden cristal·litzar mitjançant un tractament especial, que pot ser l'escalfament a temperatures entre el punt de transició vítria i el punt de fusió cristal·lí (ca. 260 °C), el tractament amb dissolvents (per exemple, acetona i toluè) o per l'estirament de les fibres o les pel·lícules.
L'emmotllament i l'extrusió industrial del BPA-PC té una massa molecular (MW) que pot anar de 20.000 a 35.000. El BPA-PC fos amb masses moleculars superiors a 60.000 no pot ser processat per la seva altíssima viscositat. Aquests policarbonats d'alta massa molecular es poden obtenir en forma de films amb les propietats desitjades des de les dissolucions (Makrofol, Bayer).
La resistència a l'impacte dels BPA-PC és considerablement més alta que la d'altres termoplàstics amorfs d'una sola fase (per exemple, poliestirè, poli (metacrilat de metil), i de polisulfona). El trencament dur del BPA-PC es torna un trencament fràgil per sota – 10 °C o quan el gruix de model excedeix ca. 6,5 mm.
L'alta transparència de BPA-PC i la seva alta resistència a la calor (150 °C, que és 50 °C per sobre de la de poliestirè) són molt importants per als seus usos i aplicacions. L'estabilitat a llarg termini del BPA-PC contra l'envelliment per de calor en l'aire és aprox. 130 °C, segons el mètode d'assaig, ja que el compost comença la seva descomposició a 400 °C. El BPA-PC té una inflamabilitat baixa (índex d'oxigen 26). La seva resistència a la flama es pot millorar considerablement mitjançant l'addició de petites quantitats de productes ignífugs.

### Policarbonat de bisfenol A modificat
L'emmotllament per injecció s'utilitza generalment per processar BPA-PC amb masses moleculars de pes MW de 20.000-35.000. En masses moleculars inferiors, les propietats mecàniques (per exemple, de tenacitat i allargament al trencament) es deterioren bruscament; dins de l'interval anterior augmenten amb l'augment de la massa molecular. Com que les propietats mecàniques segueixen augmentant per sobre de MW 35000, la viscositat del producte fos arriba a ser molt alta i impedeix l'emmotllament per injecció. Les propietats mecàniques dels policarbonats de baix pes molecular amb una baixa viscositat en estat fos es poden millorar mitjançant la introducció de alquilfenols ramificats en lloc de fenols simples com a finals de cadena.
La introducció de punts de ramificació en la cadena de polímer mitjançant la incorporació de petites quantitats de compostos polifuncionals (per exemple, fenols trifuncionals) produeix un BPA-PC en el que les masses foses tenen una alta viscositat estructural. Aquests polímers són particularment adequats per extrusió en estat fos pel fet que tenen una baixa viscositat sota l'acció de cisallament en l'extrusora, i després de sortir de la boca de l'extrusora, ja que són altament viscosos i, per tant, prou estables. Extrudits complicats, com ara fulles de doble paret, es poden produir amb alta precisió. La viscositat estructural de masses foses d'aquests policarbonats també és important per a la producció de grans articles buits mitjançant emmotllament per d'extrusió i bufat (per exemple, ampolles d'aigua de 20 L).
El BPA-PC presenta resistència a la fractura i una resistència a l'impacte per sobre dels -10 °C. Per sota  dels -10 °C es torna fràgil i la resistència a l'impacte es redueix de forma considerable. La resiliència a baixes temperatures es pot millorar mitjançant la incorporació de blocs de polisiloxà, el qual redueix la fragilitat a partir de -40 °C. Un contingut de siloxà de 2-10% en pes produeix un efecte satisfactori.
La incorporació de blocs de polièter alifàtics al BPA-PC produeix policarbonat hidròfil-copolímers de blocs de polièter, que són utilitzats com a membranes d'hemodiàlisi (a la sanitat).
La renovació parcial dels grups carbonat del BPA-PC per tereftalat o grups isoftalat condueix als carbonats de polièster aromàtic amb una resistència a la distorsió per calor més alta i una major estabilitat front a l'envelliment tèrmic en aire.
Depenent de la proporció de polièster i el tereftalat-isoftalato, la temperatura de transició vítria és d'entre aprox. 150 i 210 °C (és a dir, les temperatures de transició vítria de BPA-PC i bisfenol A - polièster d'àcid tereftàlic, respectivament). Els carbonats de polièster aromàtics són, igual que el BPA-PC, extremadament resistents i transparents. No obstant això, tenen una viscositat significativament més alta en estat fos i un color groc pàl·lid.
La resistència al foc del BPA-PC es pot millorar per co-condensació en petites quantitats de tetrabromobisfenol A amb bisfenol A. La substitució parcial o total de bisfenol A en el BPA-PC per tetrametilbisfenol A  augmenta la temperatura de transició vítria de 150 a 203 °C  sense reduir la fluïdesa en l'emmotllament per injecció.
La temperatura de transició vítria del BPA-PC es pot augmentar encara més mitjançant la substitució parcial o total de bisfenol A per 1,1-bis(4-hidroxifenil)-3,3,5-trimetilciclohexano; i es poden aconseguir valors entrede 150 i 240 °C d'aquesta manera. Aquests policarbonats són transparents, durs, i sense color, fins i tot a les temperatures de transició vítria. Les seves viscositats de fusió són bones en comparació amb els dels carbonats aromàtics de polièster, polisulfones, polietersulfonas, polieterimidas que tinguin la mateixa temperatura de transició vítria.
El BPA-PC s'usa en barreges de polímers. Les mescles més importants són aquells amb acrilonitril-butadiè-estirè (ABS) i aquelles amb poli(tereftalat de butilè) o poli (tereftalat d'etilè), i amb modificadors de resistència a l'impacte (per exemple, ABS). En comparació amb l'ABS, les mescles de BPA-PC  amb ABS presenten millor resistència tèrmica. Aquestes mescles també presenten bon comportament en el processat, molta estabilitat a la llum, superfície de qualitat,  fins i tot a baixa temperatura. Les mescles de BPA-PC amb poli(tereftalatos de alqueno) i modificadors de resistència a l'impacte tenen una alta resistència a la deformació per calor. La seva resistència a la gasolina i altres dissolvents és millor que la de BPA-PC.

### El policarbonat de bisfenol A amb additius
Els agents de desemmotllament
L'addició de petites quantitats (< 1% en pes) d'agents d'alliberament del motlle (per exemple, èsters d'àcids grassos d'alcohols pesats, com ara pentaeritritol o glicerol) al policarbonat milloren l'alliberament del motlle de les peces complicades.
Retardants flama
La resistència a la flama de BPA-PC es pot augmentar mitjançant la incorporació de tetra-bromobisfenol o mitjançant l'ús d'additius o combinacions d'additius. Per exemple, la resistència a la flama es millora significativament per l'addició de petites quantitats (< 1% en pes) de sals especials, com ara el perfluoro-n-butà-1-sulfonat de potassi, 2,4,5-triclorobenzèsulfonat de sodi i difenilsulfona-3-sulfonat de potassi la tendència al degoteig després de la
ignició es pot reduir mitjançant l'ús de policarbonats ramificats o mitjançant l'addició de petites quantitats (< 1% en pes) de politetrafluoroetilè.
Estabilitzadors UV
La llum ultraviolada, especialment en combinació amb l'oxigen de l'aire i la humitat, causa la descomposició de BPA-PC. Aquestes estructures absorbeixen la llum visible en la regió de longitud d'ona curta i, per tant, són responsables de la coloració groguenca dels policarbonats. L'estabilització contra la degradació per la llum UV (és a dir, contra l'esgrogueïment) és important per a usos i aplicacions  exteriors, i es pot aconseguir mitjançant l'addició de petites quantitats (< 1% en pes) de derivats de benzotriazol.
Reforç
Les fibres de vidre (< aprox. 35% en pes) s'afegeixen generalment al policarbonat pel seu reforçament. Així, es millora la rigidesa, i es redueix el coeficient d'expansió (o dilatació) tèrmica.
Altres additius
Els estabilitzadors tèrmics (per exemple, fosfits orgànics) es poden afegir al policarbonat per evitar l'oxidació tèrmica durant el processat a temperatures elevades. Els agents de bufat (per exemple, 5- feniltetrazol i fenildihi-droxi-oxadiazonona) es poden afegir durant el processament termoplàstic en motlles per obtenir estructures d'escuma de baix pes. Els Policarbonats transparents o opacs es poden obtenir en una àmplia gamma de colors mitjançant l'ús de colorants orgànics i pigments inorgànics.

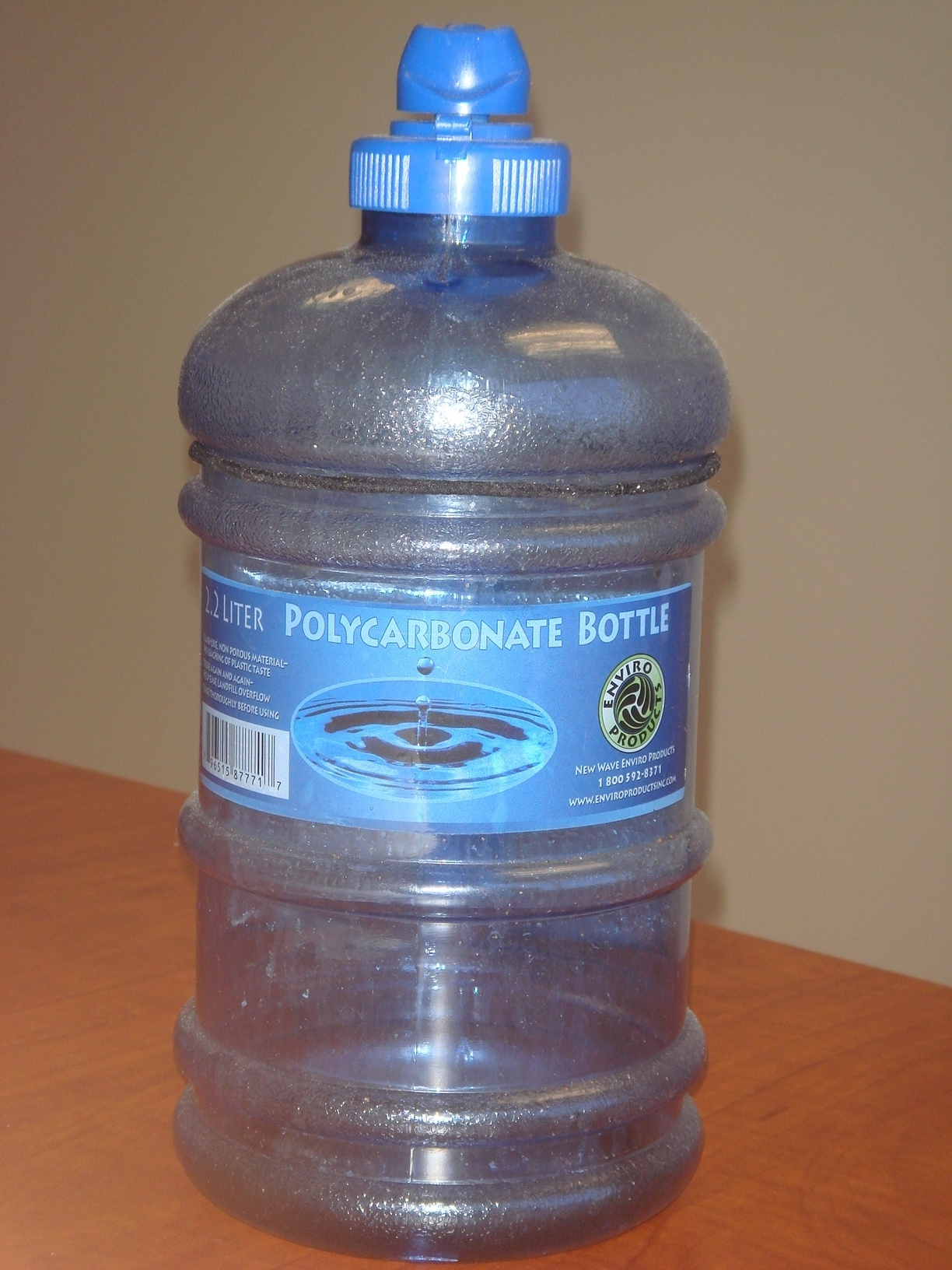
Garrafa feta de policarbonat

## Aplicacions

### Sector elèctric
El sector elèctric és l'usuari clàssic i fonamental del BPA-PC, a conseqüència de la combinació especial de propietats: excel·lent aïllament elèctric, bones propietats ignífugues, alta resistència a la temperatura, excel·lent tenacitat, estabilitat dimensional i transparència. El fet que aquestes propietats són, en gran part, independents de la temperatura i la humitat atmosfèrica també és molt important. Les aplicacions típiques inclouen carcasses per a telèfons, portalàmpades, tires de contacte múltiple, peces de relés, endolls, interruptors de seguretat, components per a les calculadores electròniques, preses de corrent de tub fluorescents i mesuradors de corrent.

### Edificació i construcció
La indústria de la construcció s'ha convertit en el segon usuari més important de policarbonats. La transparència, duresa extrema, i el preu moderat de policarbonats els fan adequats per a vidres de les finestres i els sostres. Panells de vidre individuals o múltiples es fabriquen amb planxes de policarbonat sòlides. Les làmines dobles i triples de policarbonat combinen resistència òptima a l'impacte, una bona transmissió de la llum, pes lleuger, i l'aïllament tèrmic amb el mínim consum de materials (baix gruix de paret). S'utilitzen com materials per a sostres d'hivernacles, salons, i estacions de ferrocarril, així com finestres per a cabines telefòniques i gimnasos.

### Sector de l'automòbil
En els automòbils, l'alta resistència a l'impacte, la resistència a la temperatura, transparència, i la resistència a la intempèrie són propietats especialment importants. El policarbonat s'utilitza, per exemple, en els fars i les llums posteriors, reflectors, ventiladors i radiadors. Les mescles Policarbonat-ABS s'han convertit en un element molt important en els quadres de comandament, on cal una bona resistència a la temperatura, alta tenacitat i fractura dura (fractura sense estelles) a baixes temperatures. Les mescles de policarbonat, poli (tereftalat d'etilè) o poli (tereftalat de butilè), i modificadors de resistència a l'impacte també són importants, per exemple, en els para-xocs d'automòbils, on la resistència a impacte a baixa temperatura (fins a -40 °C) i la resistència a la gasolina són necessàries. Aquesta última propietat es veu afectada favorablement per polièsters parcialment cristal·lins, la qual cosa millora la resistència a la gasolina.

### Sistemes Òptics d'Emmagatzematge d'Informació
El producte més conegut en aquesta àrea és el disc compacte d'àudio (CD). Els policarbonats especials compleixen amb els requisits de transparència, birefringència baixa, estabilitat mecànica i dinàmica, bona resistència a la deformació per temperatura i propietats de flux que es necessiten per a la producció de CD's.
La informació s'emmagatzema digitalment en un CD a la superfície del policarbonat transparent en forma de petites depressions (pous). El CD és produït per emmotllament per injecció. Els pous són analitzats per un làser per recuperar la informació emmagatzemada. El sistema d'emmagatzematge funciona a causa de l'efecte de la diferent magnetització de dues capes metàl·liques molt primes superposades. Els raigs làser s'utilitzen per escriure i llegir els senyals. Aquests senyals també es poden esborrar i tornar a escriure amb la freqüència desitjada.

### Altres aplicacions
Un altre ús important dels policarbonats són els equips d'oficina (carcasses, fundes, teclats, etc.). Es tracta de pel·lícules de solució de fosa i pel·lícules extrudides o coextruïdes i làmines (targetes de verificació, portades, fulls de condensadors) o bé escumes (caixes de connexions i distribució elèctrica, carcasses). D'altra banda, l'ús que se'n fa en el camp de l'envasat (biberons, envasos per aliments, ampolles, etc.) és molt important, però d'ús del BPA en la seva fabricació ha suscitat serioses controvèrsies, la qual cosa ha portat a l'etiqueta de plàstics sense policarbonats ("BPA-free"). aplicacions domèstiques (màquines d'afaitar elèctriques, piques), i les aplicacions fotogràfiques o òptics (càmeres fotogràfiques o cinematogràfiques, lents, fibres òptiques).
El policarbonat s'utilitza freqüentment en la protecció dels ulls. Hi ha molts tipus de lents que estan fabricades amb policarbonat, des de les dels fars de l'automòbil o il·luminació, fins a les lents d'ulleres de sol, ulleres de natació i busseig i ulleres de seguretat, incloent les viseres de cascos esportius i les de policies antiavalots.
El pes lleuger que té comparat amb el del vidre ha portat al desenvolupament de pantalles de visualització electrònica que reemplacen el vidre pel policarbonat, pel seu ús en dispositius mòbils i portàtils. Aquestes pantalles inclouen les de la tinta electrònica i algunes pantalles de LCD, encara que la CRT, la pantalla de plasma i altres tecnologies de LCD en general, encara requereixen el vidre per a la seva major temperatura de fusió i la seva capacitat de ser gravades en un detall més fi.
Per a l'ús en les aplicacions exposades a la intempèrie o amb radiació UV, es necessita un tractament especial de la superfície del policarbonat. Això pot ser un recobriment (per exemple, per a la resistència a l'abrasió), o una coextrusió per a millorar la resistència a la intempèrie.
El policarbonat proporciona una barrera al desgast, als elements, i la decoloració.

#### Aplicacions mèdiques
Alguns exemples d'aquestes aplicacions són les oxigenadores de sang, les membranes que separen hemodiàlisi, dialitzadors o equips esterilitzables. Molts graus de policarbonat s'utilitzen en aplicacions mèdiques i es compleix amb les normes ISO 10993-1 i USP Classe VI (normes de vegades anomenades PC-ISO). La classe VI és la més rigorosa de les sis classificacions de USP. Aquests graus es poden esterilitzar utilitzant vapor d'aigua a 120 °C, radiació gamma, o mitjançant el mètode de l'òxid d'etilè (ETo) mètode. No obstant això, la investigació científica indica possibles problemes amb la biocompatibilitat Dow Chemical limita estrictament tots els seus plàstics pel que fa a les aplicacions mèdiques.

## Empreses productores i marques
Sabic - LEXAN®
Bayer - MAKROLON®
Teijin Chemical Limited - PANLITE®
IDEMITSU - TARFLON®
Omay - Polyopt®
Nalge Nunc International- Nalgene®
Mobay Chemical Company - MERLON®
Rubbermaid
DOW

## Història

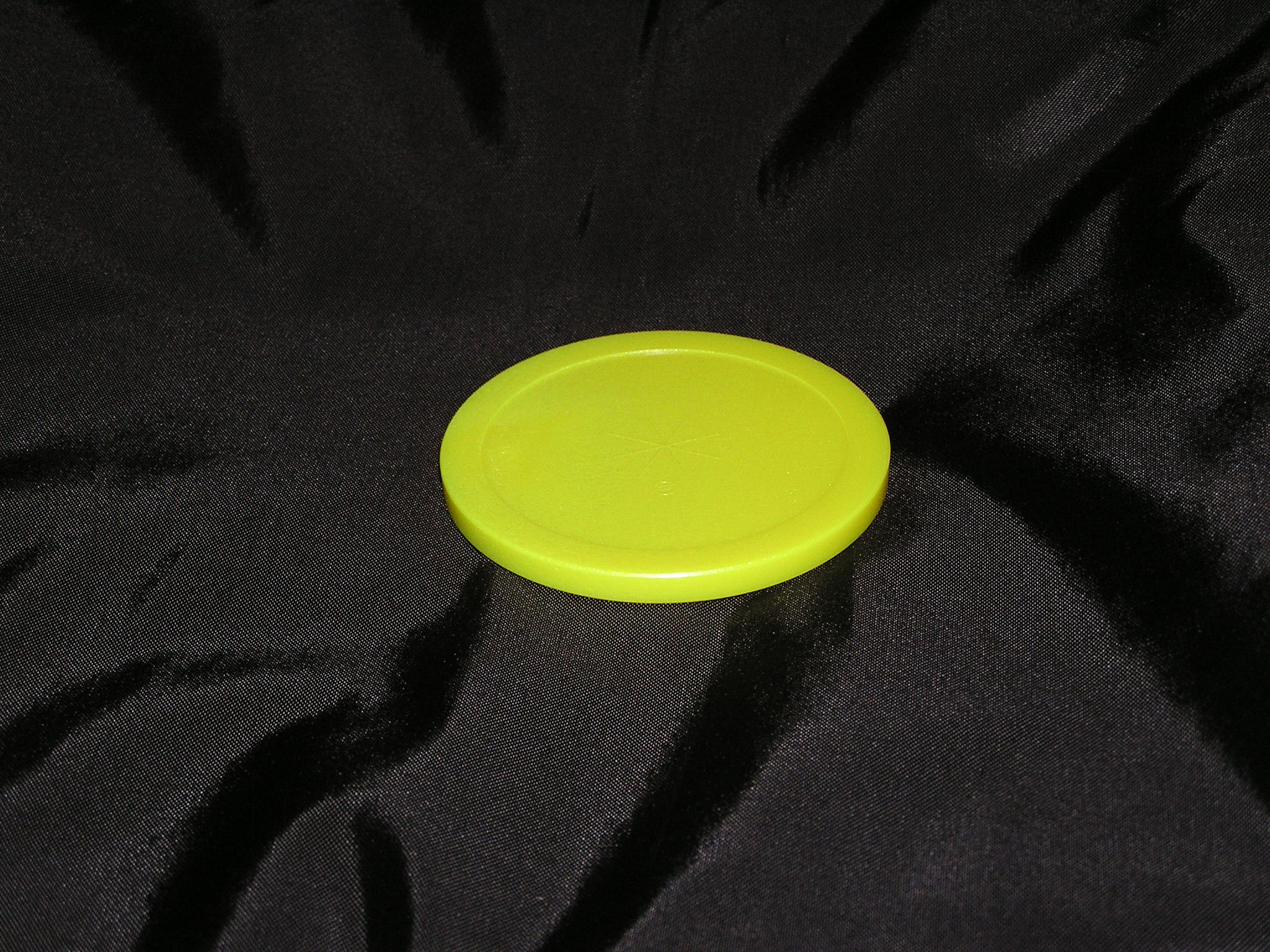
Els discos d'air hockey estan fets de lexan

El policarbonat derivat del bisfenol A va ser descobert a Farbenfabriken Bayer (actualment anomenada Bayer) per Schnell, Bottenbruch i Krimm, el 1953, i independentment, poc després, a la General Electric per Fox.

Estructura química del Lexan

Aquest polímer es va produir industrialment per primera vegada i es va introduir al mercat europeu el 1958, de la mà de Farbenfabriken Bayer, i als Estats Units, en el 1960, per Mobay Chemical Corporation (ara anomenada Miles Inc). General Electric en començà la producció amb el nom de Lexan el 1958 i el 2007 va vendre la seva divisió de plàstic a l'empresa Sabic.

## Perills potencials en contacte amb els aliments
L'ús de recipients de policarbonat per al propòsit d'emmagatzematge d'aliments és controvertit. La base d'aquesta controvèrsia és la seva hidròlisi (degradació per aigua, sovint dita lixiviació) que es produeix a alta temperatura, amb emissions de bisfenol A:
1/n [OC(OC₆H₄)₂CMe₂]n + H₂O → (HOC₆H₄)₂CMe₂ + CO₂
Més de 100 estudis han explorat la bioactivitat d'un derivat dels policarbonats derivats del bisfenol. El bisfenol A que s'alliberava de les gàbies dels animals de laboratori pot haver estat responsable de l'engrandiment dels òrgans reproductius de les femelles de ratolí. No obstant això, les gàbies dels animals utilitzats en la investigació van ser fabricades a partir de policarbonat de grau industrial, en lloc del de la categoria alimentària FDA.
Els blanquejadors d'hipoclorit de sodi i altres netejadors alcalins catalitzen l'alliberament del bisfenol A dels envasos de policarbonat. El policarbonat és incompatible amb amoníac i acetona perquè es dissol en la seva presència. Es recomana l'alcohol per a la neteja de greixos i olis del policarbonat.

## Reciclatge
Els policarbonats tenen un comportament favorable tant en el reciclatge de materials (reutilització del policarbonat després de la granulació de les peces de policarbonat que ja no són necessàries i sense tractament químic) i el reciclatge químic. El reciclatge químic s'aconsegueix dissolent el policarbonat en dissolvents industrials (per exemple, hidrocarburs clorats), la purificació subsegüent per filtració, i l'evaporació del dissolvent. Com a reciclatge químic alternatiu, el policarbonat es pot hidrolitzar, i a continuació el bisfenol A es recupera i es reutilitza en la producció de policarbonat.
Per tal que les operacions de reciclatge siguin eficaces, les velles peces de policarbonat que ja no són necessàries (per exemple, en automòbils o aparells elèctrics) han de ser recollides per separat. Això constitueix un problema de logística que no sempre és fàcil de resoldre.

## Toxicologia i aspectes ambientals
No es coneixen els efectes nocius dels policarbonats. No han demostrat ser tòxics quan s'han inclòs en l'alimentació de rates en una concentració del 6%.
La toxicitat dels gasos produïts per la combustió de policarbonats resistents a la flama (d'acord amb DIN E 5346/37) és similar o inferior a la de la fusta, la llana o el cotó.
Els policarbonats poden ser utilitzats, d'acord amb les lleis pertinents, per a la producció de joguines, aparells mèdics, i els articles que estan en contacte amb els aliments, sempre que la seva composició compleixi amb les regulacions detallades dels respectius països (per exemple, la Recomanació XI de la BGA, l'Ordenança Alemanya sobre materials i articles, la Directiva de la CEE (90/128) sobre materials i objectes en contacte amb aliments, i els EUA FDA, la regulació 21 CFR § 177.1580).